# Vezetői engedély
A vezetői engedély vagy hétköznapi szóhasználattal jogosítvány olyan személyi okirat, amely igazolja, hogy a rajta szereplő természetes személy alkalmas és jogosult gépjármű vezetésére. Vezetői engedély a KRESZ-vizsga (ezen belül elméleti, egészségügyi, műszaki és gyakorlati vizsgarész) sikeres teljesítése és egészségügyi megfelelés esetén kapható.

## Tulajdonságai
Az engedély személyi okmánynak minősül, hiszen tartalmazza a tulajdonos nevét, fényképét, egyéb adatait, illetve azt a járműtípust, amelyre az engedélyt megszerezte. A jogosítvány egy fényképes okmány, mivel az engedélyhez egy kártyát állítanak ki, amelyhez egy biometrikus igazolványkép kerül. A színe rózsaszín, korábban papír alapú volt, amit plasztikkártya váltott fel. A kiállításhoz a személynek meg kell felelnie az előírt életkornak, egészségügyi alkalmasságnak, elméleti és gyakorlati vizsgáknak, illetve a tartózkodási helye Magyarország kell legyen. Egyfajta jogosítvánnyal több kategóriájú jármű is vezethető, pl. A- vagy B-kategóriás motorkerékpár, személyautó, autóbusz, teherautó (valamint repülőgépekre is lehet vizsgát tenni, ezt szakszolgálati engedélynek nevezik), melyek a jogosítvány hátoldalán szerepelnek. Magyarországon a segédmotoros kerékpáron kívül minden nem emberi erővel hajtott gépjármű vezetéséhez jogosítvány kell. Kerékpár és segédmotoros kerékpár kivételével bármilyen jármű engedély nélküli vezetése szabálysértés, amely büntetést von maga után; jogosítvány nélkül autót és egyéb gépi meghajtású járművet közúton üzemeltetni tilos.
A jogosítvány bevonható, ha a tulajdonosa megsérti a KRESZ-szabályzatot, például alkoholos befolyásoltság alatt vezet, túllépi a sebességkorlátozásnál megállapított sebességhatárt, vagy átmegy a közlekedési lámpa piros jelzésén.
A vezetői engedély mellé szükséges forgalmi engedély is, amely az adott gépjárműre vonatkozik, igazolva, hogy a jármű részt vehet a közúti forgalomban.
A magyar jogosítvány használható az Európai Unióban, mivel az EGT tagállamai elismerik a másik tagállamban kiállított jogosítványt, illetve bilaterális egyezmény alapján Japánban és a Koreai Köztársaságban. Emellett külföldön vezethetünk nemzetközi vezetői engedéllyel, amelyhez rendelkezni kell egy érvényes magyar, vagy a Bécsi Közúti Közlekedési Egyezményben résztvevő államok által kiállított vezetői engedéllyel. A nemzetközi vezetői engedély egy fényképes okmány, amelyhez a személyazonosító okmányokhoz hasonlóan biometrikus fénykép tartozik, aminek mérete az Európai szabványmérethez igazodik: 35 x 45 mm.

## Vezetői engedély megszerzésének feltételei
Magyarországon a B kategóriás (személygépkocsira érvényes) engedélyhez a következő feltételeknek kell megfelelni:
- Legalább alapfokú (8 általános) végzettség igazolása eredeti iskolai bizonyítvánnyal
- Orvosi alkalmassági vélemény
- Betöltött 16 és fél éves kor
- KRESZ-vizsgán 16 év 9 hónapos kortól lehet részt venni
- Forgalmi vizsgán 17 éves kortól lehet részt venni

## Vezetői engedély megszerzése
A szükséges képzés három részre osztható:
- Az első szakasz az elméleti, más néven KRESZ-tanfolyam. Ennek során a növendék megismerkedik a forgalomban való közlekedéshez szükséges fogalmakkal, szabályokkal, a vezetés elméleti oldalával és alapvető műszaki ismeretekkel. A tanfolyamot követően sikeres KRESZ-vizsgát kell tenni.
- Sikeres KRESZ-vizsgát követően kezdhető el a gyakorlati (forgalmi) oktatás. A forgalmi vizsga előtt legalább 29 órát (+vizsga), illetve 580 km-t kell vezetni.
- A jogosítvány szerzéséhez az elsősegélynyújtás alapjait is el kell sajátítani. Az elsősegélynyújtási tanfolyam és vizsga bármikor elvégezhető.

## Vezetői engedély meghosszabbítása
A vezetői engedélyt bizonyos időnként meg kell újítani, ilyenkor kötelező az orvosi alkalmassági vizsgálat. Az erre vonatkozó jogszabály (13/1992.(VI.26.) NM rendelet) szerint:
5. § (1) Az 1. alkalmassági csoportba tartozó közúti járművezetők (B kategóriás jogosítvánnyal rendelkezők) közül az, aki
a) az 50. életévét még nem töltötte be, 10 évenként;
b) az 50. életévét betöltötte, de a 60. életévét még nem töltötte be, 5 évenként;
c) a 60. életévét betöltötte, de a 70. életévét még nem töltötte be, 3 évenként;
d) a 70. életévét betöltötte, 2 évenként
köteles időszakos egészségi alkalmassági vizsgálaton megjelenni.
Az orvosi alkalmassági igazolás mellett szükséges a kormányablakban történő vezetői engedély meghosszabbításhoz a személyi igazolvány vagy útlevél, a lakcímkártya és a jelenlegi jogosítvány (jogosítvány elvesztése esetén az erről szóló jegyzőkönyv).

## Vezethető járművek az engedélytől függően
| Kategória | Feltételei                                                                                  | Vezethető jármű |
| --------- | ------------------------------------------------------------------------------------------- | --- |
| A         | betöltött 23,5 éves kor; 1. fokú orvosi alkalmassági vélemény; alapfokú végzettség          | motorkerékpár (tömegtől, teljesítnénytől függetlenül); 15 kW-ot meghaladó teljesítményű motoros tricikli |
| AM        | betöltött 13,5 éves kor (alapfokú végzettség és orvosi alkalmassági vélemény nem szükséges) | 2, 3 vagy 4 kerekű segédmotoros kerékpár, amelyet max. 50 cm³ belső égésű motor vagy max. 4 kW teljesítményű egyéb motor hajt, tervezési végsebessége max. 45 km/h, saját tömege pedig max. 350 kg                        |
| A1        | betöltött 15,5 éves kor; 1. fokú orvosi alkalmassági vélemény; alapfokú végzettség          | max. 125 cm³, max. 11 kW; 0,1 kW/kg teljesítmény/saját tömeg arányú motorkerékpár; illetve olyan motoros tricikli, amelynek teljesítménye nem haladja meg a 15 kW-ot                                                      |
| A1/B      | betöltött 16,5 éves kor; 1. fokú orvosi alkalmassági vélemény; alapfokú végzettség          | max. 125 cm³, max. 11 kW; 0,1 kW/kg teljesítmény/saját tömeg arányú motorkerékpár; illetve olyan motoros tricikli, amelynek teljesítménye nem haladja meg a 15 kW-ot                                                      |
| A2        | betöltött 17,5 éves kor; 1. fokú orvosi alkalmassági vélemény; alapfokú végzettség          | max. 35 kW, 0,2 kW/kg teljesítmény/saját tömeg arányú motorkerékpár, amelyet nem kétszer akkora teljesítményű járműből alakítottak át                                                                                     |
| B         | azonosak az A1/B kategóriás vezetői engedélyhez                                             | személygépkocsi, tehergépkocsi (meghatározott maximális össztömeget betartva); mezőgazdasági vontató könnyűpótkocsival; segédmotoros kerékpár, lassú jármű és pótkocsija; kerti traktor; és állati erővel vontatott jármű |
| C         | betöltött 21 éves kor és B-kategóriás jogosítvány                                           | autóbusz és trolibusz kivételével minden olyan gépkocsi, amelynek össztömege meghaladja a 3500 kg-ot, illetve az ilyen gépkocsiból és könnyű pótkocsiból álló szerelvény                                                  |
| D         | betöltött 24 éves kor és B és C-kategóriás jogosítvány                                      | autóbusz, illetve autóbuszból és könnyű pótkocsiból álló szerelvény |
| E         | betöltött 21 év, illetve B- és C-kategóriára érvényes, nem kezdő jogosítvány                | gépkocsiból és nehéz pótkocsiból álló szerelvény |